# Кухаревич, Николай Игоревич
Никола́й И́горевич Кухаре́вич (укр. Микола Ігорович Кухаревич; род. 1 июля 2001, Удрицк, Ровненская область) — украинский футболист, нападающий братиславского «Слована».

## Клубная карьера
Родился 1 июля 2001 года в селе Удрицк Дубровицкого района Ровенской области. Начал заниматься футболом в детстве. Тренировался в футбольной команде «Юниор» в городе Дубровица, куда ездил на электричке несколько раз в неделю. Его тренером в «Юниоре» был Роман Иванович Стрибулевич. На одном из турниров талантливого игрока заметили скауты луцкой «Волыни», в систему которой Кухаревич перешёл в 13 лет. В детско-юношеской футбольной лиге Украины за «Волынь» играл с 2014 по 2018 год, сыграв в 75 матчах и забив 41 гол. В сезоне 2018/19 дебютировал в чемпионате Украины среди юношеских команд, где выступал на протяжении следующих полутора лет.
В феврале 2020 года подписал пятилетний контракт со львовским «Рухом». Его дебют в составе «Руха» в рамках Первой лиги Украины состоялся 7 июля 2020 года в матче против волочиского «Агробизнеса» (2:3). По итогам сезона «Рух» занял второе место в Первой лиге и вышел в Премьер-лигу Украины. В Премьер-лиге Кухаревич впервые сыграл 23 августа 2020 года в матче против полтавской «Ворсклы» (2:5).
В декабре 2020 года президент клуба «Рух» Григорий Козловский заявил, что в услугах Кухаревича заинтересованы три бельгийских команды. Позднее, игрок проходил медосмотр в «Андерлехте», однако до подписания соглашение дело не дошло. Также Кухаревичем интересовалось киевское «Динамо».
26 марта 2021 года «Рух» объявил о заключении предварительного контракта Кухаревича с французским «Труа», который должен был вступить в силу летом того же года. 16 июля 2021 года «Труа» объявил о подписании пятилетнего контракта с украинским футболистом. 7 августа 2021 года дебютировал за «Труа» в рамках чемпионата Франции против «Пари Сен-Жермен» (1:2), выйдя на замену Йоанну Тузгару на 80-й минуте. Спустя месяц после дебюта, украинец, проведший на поле лишь 13 минут в течение двух матчей, был отдан в аренду бельгийскому клубу «Ауд-Хеверле Лёвен» для получения игровой практики.
В сентябре 2022 года Кухаревич на правах аренды к концу сезона присоединился к шотландскому «Хиберниан». 21 октября забил свой первый гол в матче против «Сент-Джонстона». В сезоне 2022/23 принял участие в 15 матчах чемпионата Шотландии, отметившись пятью голами.
В августе 2023 года официально стал игроком валлийского «Суонси Сити».

## Карьера в сборной
В конце октября 2020 года главный тренер молодёжной сборной Украины Руслан Ротань впервые вызвал Кухаревича в расположение команды. Впервые за «молодёжку» футболист сыграл 13 ноября 2020 года в матче квалификации на чемпионат Европы 2021 года против Мальты. Тогда он отметился дублем в ворота соперника, что помогло украинцам разбить мальтийцев со счётом (4:1) В следующей игре против Северной Ирландии (3:0) футболист также отличился забитым мячом, после чего стал лучшим бомбардиром «желто-синих» в отборочном этапе к чемпионату Европы.
В июне 2021 года Кухаревич не смог принять участие в Турнире памяти Валерия Лобановского из-за травмы колена.

## Достижения
Рух (Львов)
- Серебряный призёр Первой лиги Украины: 2019/20

## Статистика
| Сезон   | Клуб                | Лига                 | Чемпионат | Чемпионат | Кубок | Кубок | U-21 | U-21 | U-19 | U-19 |
| Сезон   | Клуб                | Лига                 | Игры      | Голы      | Игры  | Голы  | Игры | Голы | Игры | Голы |
| ------- | ------------------- | -------------------- | --------- | --------- | ----- | ----- | ---- | ---- | ---- | ---- |
| 2018/19 | Волынь              | Премьер-лига Украины |           |           |       |       |      |      | 17   | 6    |
| 2019/20 | Волынь              | Премьер-лига Украины |           |           |       |       |      |      | 14   | 11   |
| 2019/20 | Рух (Львов)         | Первая лига Украины  | 6         | 2         |       |       | —    | —    | —    | —    |
| 2020/21 | Рух (Львов)         | Премьер-лига Украины | 18        | 2         |       |       | 2    | 2    |      |      |
| 2021/22 | Труа                | Лига 1               | 2         | 0         |       |       | —    | —    | —    | —    |
| 2021/22 | → Ауд-Хеверле Лёвен | Лига Жюпиле          | 0         | 0         |       |       | —    | —    | —    | —    |